# Crossodactylus
Crossodactylus là một chi động vật lưỡng cư trong họ Hylodidae, thuộc bộ Anura. Chi này có 11 loài và 36% bị đe dọa hoặc tuyệt chủng.

## Danh sách loài
- Crossodactylus aeneus Müller, 1924
- Crossodactylus bokermanni Caramaschi & Sazima, 1985
- Crossodactylus caramaschii Bastos & Pombal, 1995
- Crossodactylus cyclospinus Nascimento, Cruz & Feio, 2005
- Crossodactylus dantei Carcerelli & Caramaschi, 1993
- Crossodactylus dispar Lutz, 1925
- Crossodactylus gaudichaudii Duméril & Bibron, 1841
- Crossodactylus grandis Lutz, 1951
- Crossodactylus lutzorum Carcerelli & Caramaschi, 1993
- Crossodactylus schmidti Gallardo, 1961
- Crossodactylus trachystomus (Reinhardt & Lütken, 1862)

## Hình ảnh

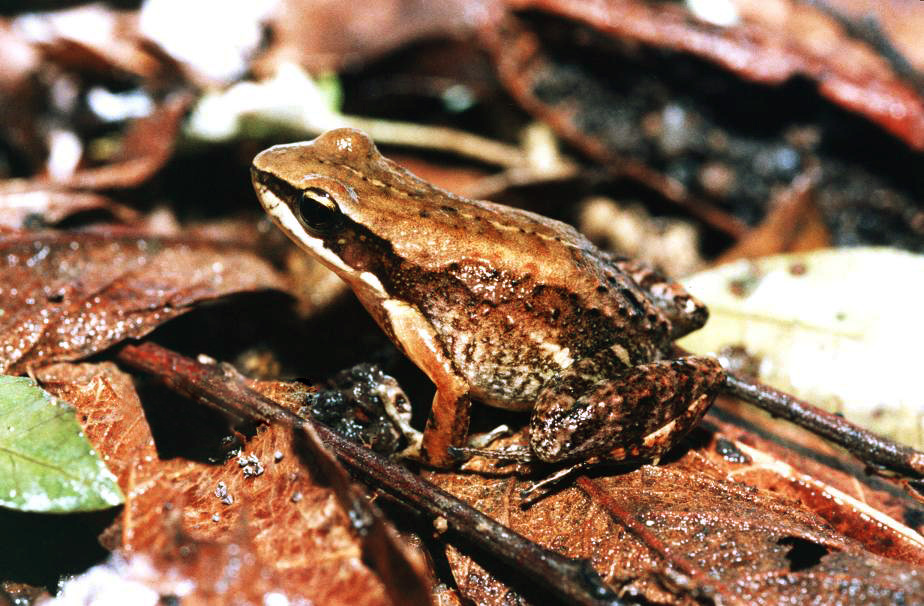
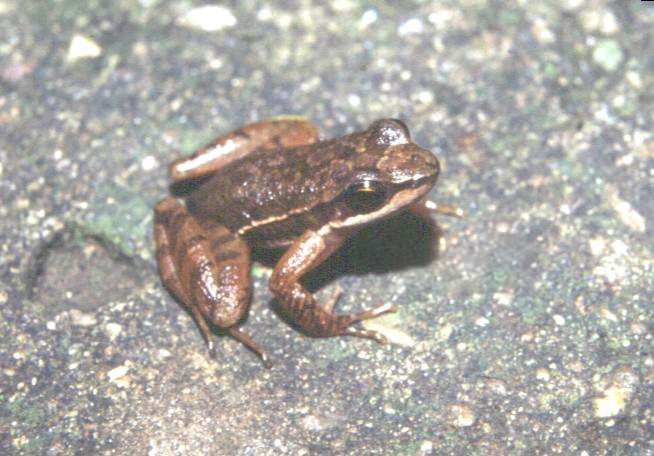